# Port Czerniakowski

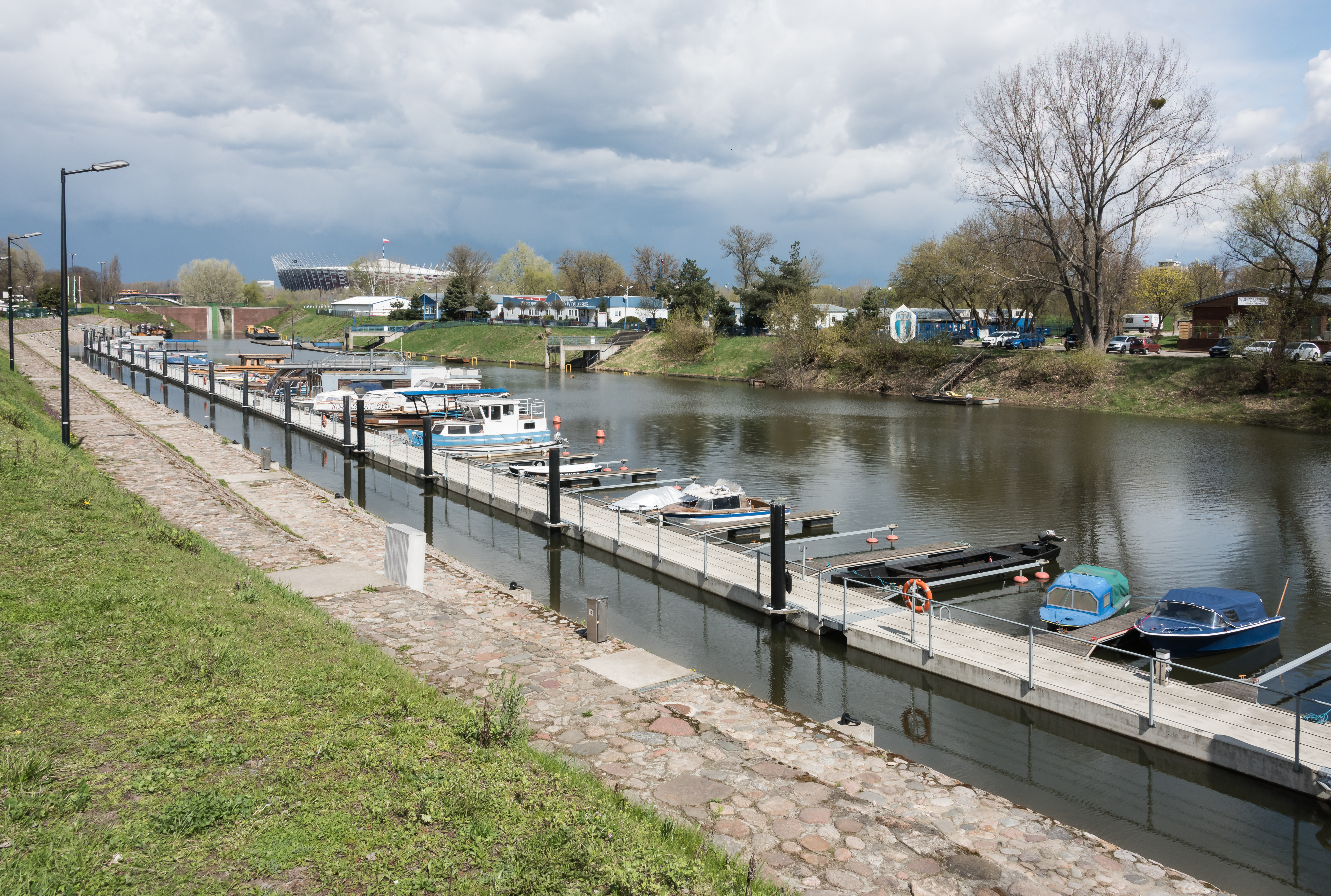
Północna część portu

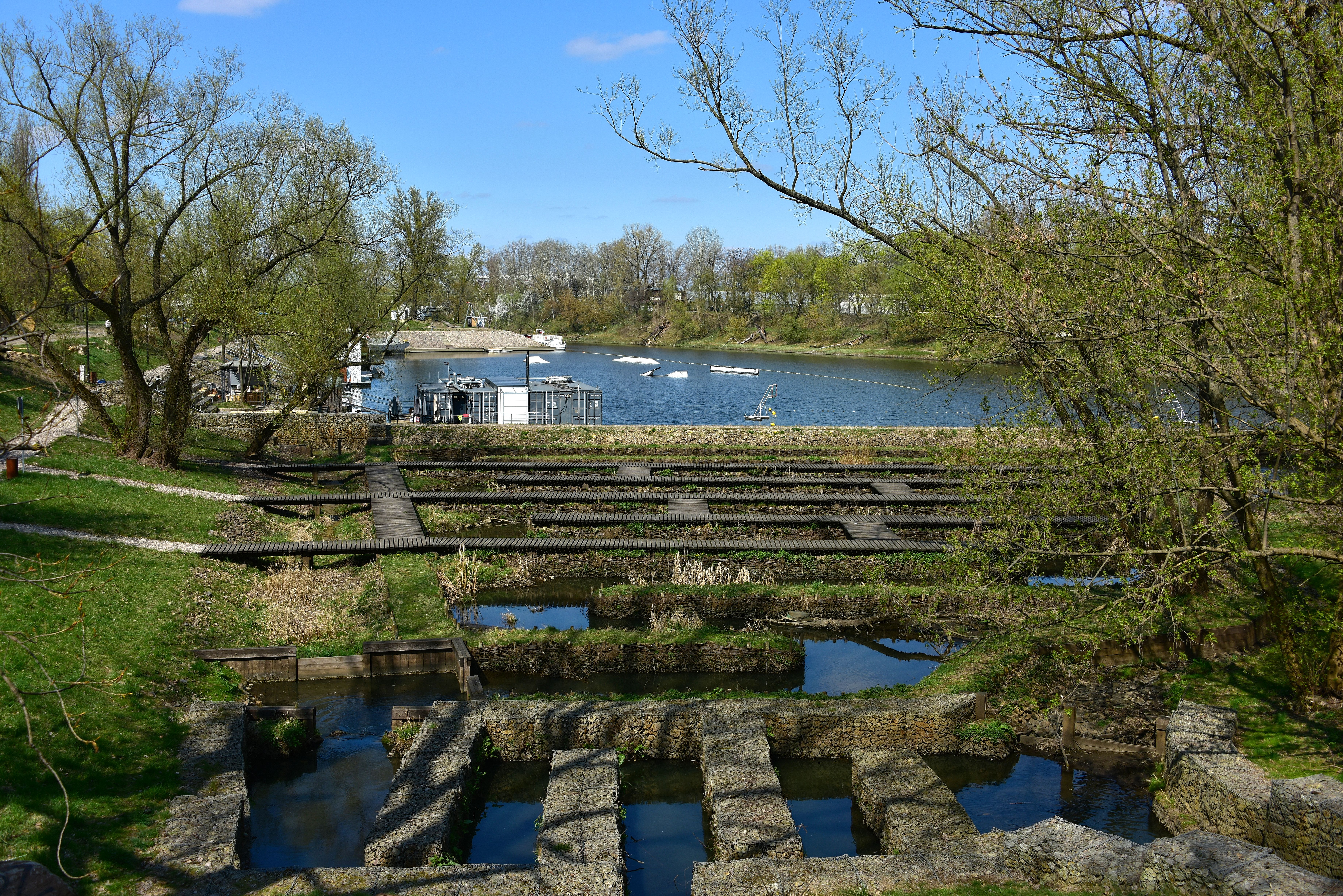
Południowa część portu, widok z ul. Zaruskiego. Na pierwszym planie kolektory biofiltracyjne zbierające wodę z podziemnych kanałów niosących wodę z Kanału Piaseczyńskiego i Kanału Czerniakowskiego

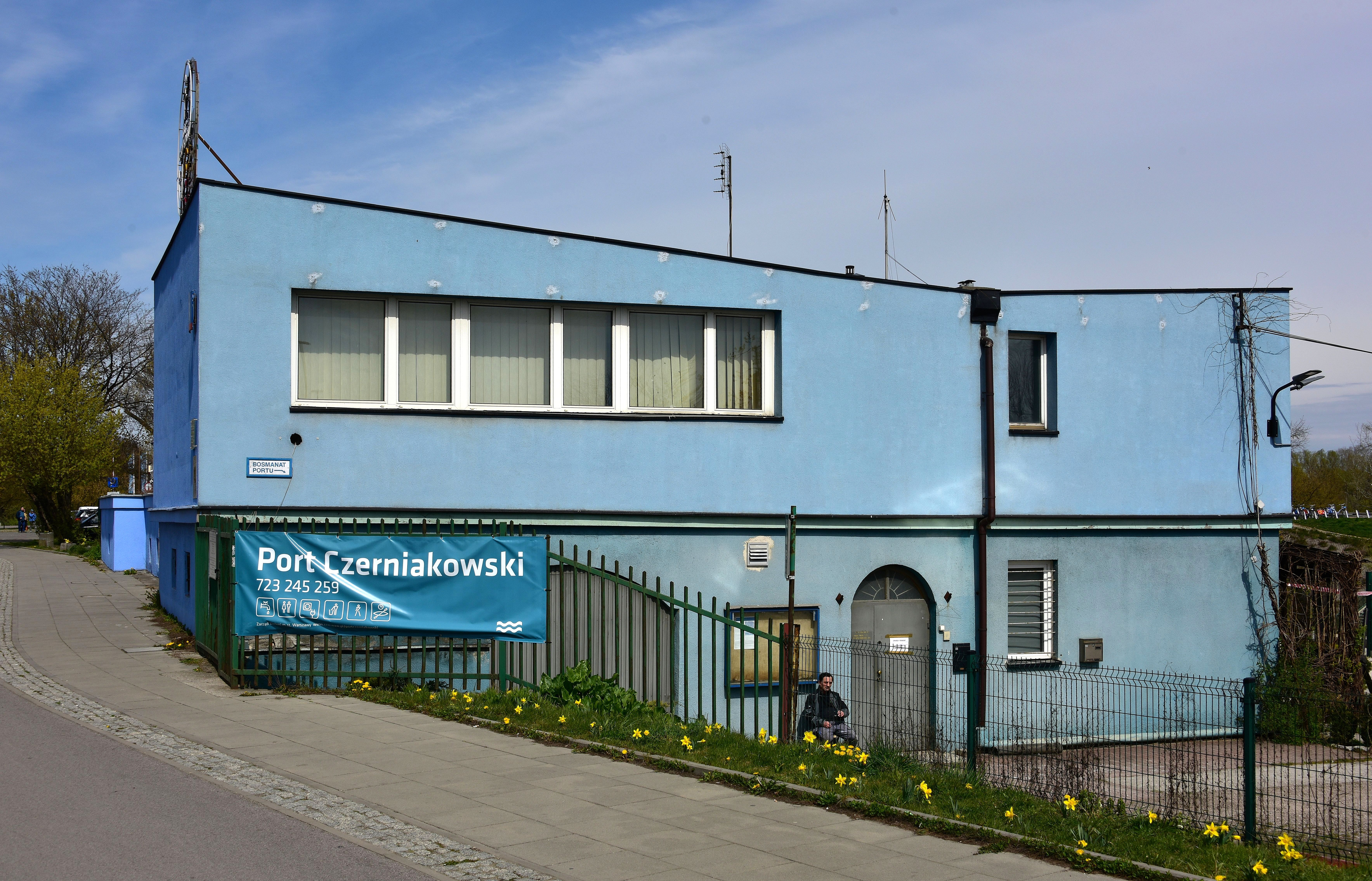
Siedziba bosmanatu portu przy ul. Solec 8, dawna siedziba Klubu Sportowego Pracowników Miejskich „Syrena”

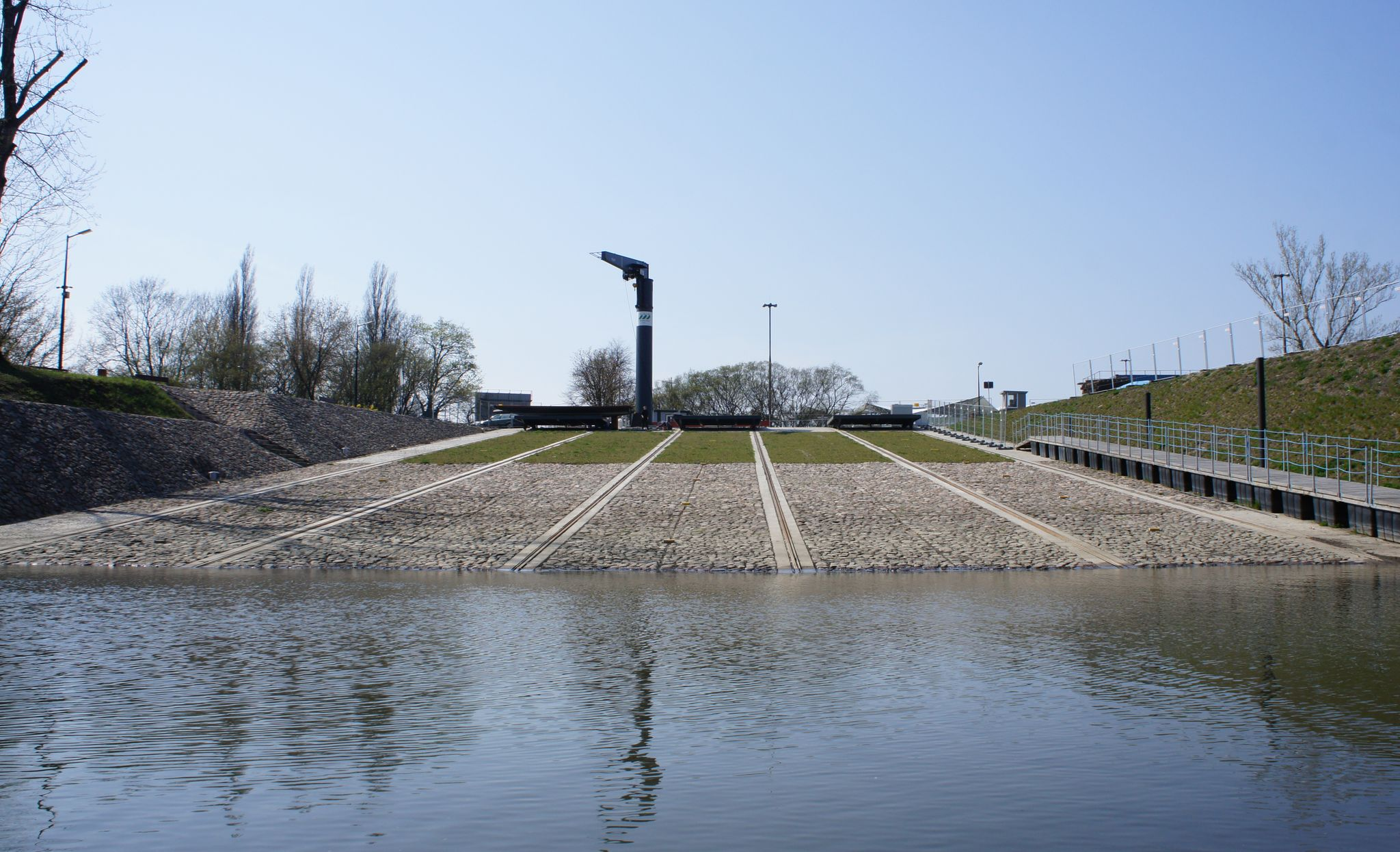
Pochylnia w południowej części portu

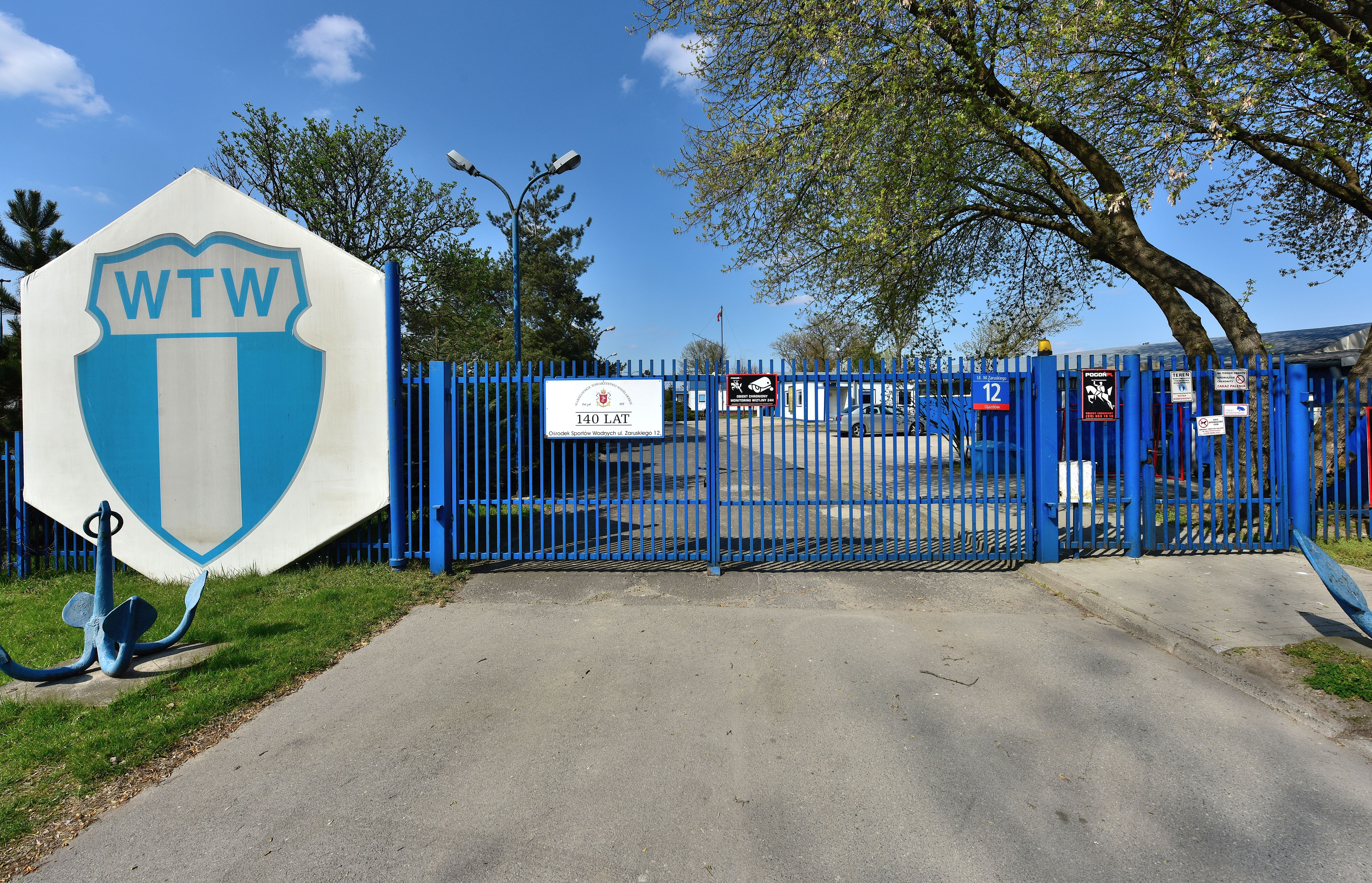
Przystań założonego w 1878 Warszawskiego Towarzystwa Wioślarskiego

Port Czerniakowski – port rzeczny znajdujący się w Warszawie na lewym brzegu Wisły, wzdłuż ulic Solec i Czerniakowskiej.
Umiejscowiony jest na kanale znanym pod nazwą Kanał Portowy.
Port wraz z warsztatami dla taboru żeglugi wiślanej powstał w odnodze (starorzeczu) Wisły w latach 1850–1865. Do 1965 w porcie działała stocznia rzeczna.
Od lat 70. jest wykorzystywany w celach sportowych i rekreacyjnych.

## Lokalizacja
Wejście dla jachtów i żaglówek znajduje się na lewym brzegu, na 511 kilometrze szlaku żeglownego Wisły, pomiędzy mostem Poniatowskiego a mostem Łazienkowskim. Od wejścia do portu wiedzie w kierunku południowym kanał o długości ok. jednego kilometra położony wzdłuż ulic Solec i Czerniakowskiej oddzielając od lądu Cypel Czerniakowski.
Kanał portowy w dwóch miejscach przecinany jest przez ciągi komunikacyjne. W pobliżu znajduje się szlak rowerowy (będący częścią Nadwiślańskiego Szlaku Rowerowego). U wylotu portu znajduje się brama powodziowa, a w środku most Łazienkowski. Na teren cypla można wjechać ul. Zaruskiego, a na teren dawnej stoczni aleją będącą przedłużeniem ulicy Łazienkowskiej.
W Kanale Portowym swoje ujście znajdują Kanał Czerniakowski (Kanał Główny „A”) i Kanał Piaseczyński.

## Historia

### Powstanie
We wczesnym okresie osadnictwa na tym terenie Wisła była ok. trzy razy szersza, a jej podzielone nurty opływały liczne zadrzewione kępy niosąc wędrujące ławice piasku. Rozlewała się też kilka razy do roku. Mieszkańcy Solca od zawsze chcieli poskromić rzekę i aby nie przedzierać się przez błota budowali groble, kanały odwadniające nadrzeczne bagna i kamienne tamy osłaniające osiedle. W połowie XV w. usypali jedną z takich tam na wysokości dzisiejszej ulicy Łazienkowskiej, stanowiącej ówcześnie granice włości. Wiosenny przybór wody w 1474 r. wyciął powyżej tamy długą rynnę wzdłuż krawędzi niższego tarasu rzecznego, równoległą do drogi Czerniakowskiej tworząc jezioro Łacha.
Sytuacja ta trwała w miarę stabilnie aż do połowy XIX w., kiedy regulacja Saskiej Kępy przeprowadzona przez Piotra Steinkellera spowodowała znaczny wzrost dynamiki rzeki. Nurt rzeki skierowany został ku lewemu brzegowi i zaczął podmywać brzeg Solca. W celu umocnienia nabrzeża przeprowadzono szereg prac, m.in. budowę bulwarów i wzmocnienie tamy na Solczyku, która chroniła drogę Czerniakowską.
W latach 1850–1865 w porcie powstały warsztaty budowy i naprawy taboru wodnego oraz port zimowy założonego w 1848 przedsiębiorstwa żeglugi parowej hrabiego Andrzeja Zamoyskiego i Adama Potockiego. Zbudowano w nim m.in. holownik parowy „Wisła”.
Próba uregulowania lewego brzegu Wisły spowodowała, że podczas gwałtownej letniej powodzi w 1884 brzeg rzeki przesunął się w stronę Kępy Gocławskiej o ponad pół kilometra. Powstała wtedy piaszczysta łacha, na której Lindleyowie zbudowali Stację Pomp Rzecznych. Pozostała zatoka została wykorzystana przez inż. Kwicińskiego, który zbudował basen zimowy. Prace zostały ukończone w 1904.
Utworzony w 1909 Warszawski Oddział Cesarskiego Towarzystwa Żeglugi nie zdołał rozwinąć szerszej działalności do wybuchu I wojny światowej.

### Lata 1918–1989
Port Czerniakowski stracił swoje znaczenie po zbudowaniu w okresie międzywojennym Portu Praskiego. Przekształcił się w stocznię rzeczną oraz miejsce zimowania statków i barek.
Przed II wojną światową wodowano tu i remontowano statki parowe i barki do 65 metrów długości.
Po wybuchu powstania warszawskiego Port Czerniakowski został zajęty i broniony przez żołnierzy ze Zgrupowania „Kryska”. 13 września 1944, pod naporem ostrzału z karabinów maszynowych prowadzonego m.in. z wysokiego budynku szkół powszechnych przy ul. Czerniakowskiej 128, powstańcy wycofali się z portu.
Stocznia rzeczna była jednym z pierwszych zakładów uruchomionych w Warszawie po wyzwoleniu w 1945. Funkcjonowała wtedy jako warsztat mechaniczno-remontowy. Na bazie Warsztatów Stoczniowych Okręgowego Zarządu Wodnego utworzono przedsiębiorstwo Warszawska Stocznia Rzeczna. W latach 1951–1958 produkowano w niej barki. Wykonywano również remonty kapitalne taboru pływającego po Wiśle. W latach 1958–1965 zbudowano 24 pchacze barek typu „Żubr” i 30 małych śródlądowych statków pasażerskich przystosowanych do pływania po jeziorach.
Ostatnim statkiem wykonanym i zwodowanym w Warszawskiej Stoczni Rzecznej była jednostka wyprodukowana dla celów realizacji filmu „Faraon” (1965) Jerzego Kawalerowicza. Wykonano wtedy statek egipski według rysunków sprzed 4 tys. lat.
Warszawska Stocznia Rzeczna została zlikwidowana w 1965. Zdemontowane urządzenia techniczne przeniesiono do Państwowej Stoczni Rzecznej w Radziwiu.
Plany z lat 70. stworzenia portu turystycznego zrealizowano w niewielkim stopniu. Przeprowadzono operację podniesienia poziomu Cypla Czerniakowskiego o cztery metry. W latach 1972–1974 port przecięła Trasa Łazienkowska z mostem Łazienkowskim. Zrezygnowano z realizacji projektu zasypania basenu portu gruzem, dzięki czemu zachował się czytelny zabytkowy układ portu.

### Po 1989
Port jest użytkowany przez kajakarzy i wioślarzy Warszawskiego Towarzystwa Wioślarskiego oraz został przygotowany do cumowania jachtów. Znajduje się tam przystań dla żaglówek wyposażona w punkty dostępowe.
W 2010 rozstrzygnięto konkurs na opracowanie koncepcji zagospodarowania przestrzennego obszaru Portu i Cypla Czerniakowskiego.
Główne prace remontowe w Porcie Czerniakowskim zakończyły się w 2014. Ostatnim niezmodernizowanym fragmentem zachodniego brzegu portu jest pochylnia dawnej stoczni.

## Ważniejsze obiekty

### Budynek bosmanatu
Na terenie portu znajduje się budynek dawnego Klubu Sportowego Pracowników Miejskich „Syrena”. Uszkodzony w 1944 budynek został całkowicie przebudowany po wojnie. Obecnie siedziba Żeglarskiego Klubu Turystycznego „Rejsy” i bosmanatu portu (ul. Solec 8). W grudniu 2021 ogłoszono konkurs architektoniczny na nowy budynek usługowy wraz z bosmanatem, który został rozstrzygnięty w kwietniu 2022 roku.

### Przystań Warszawa

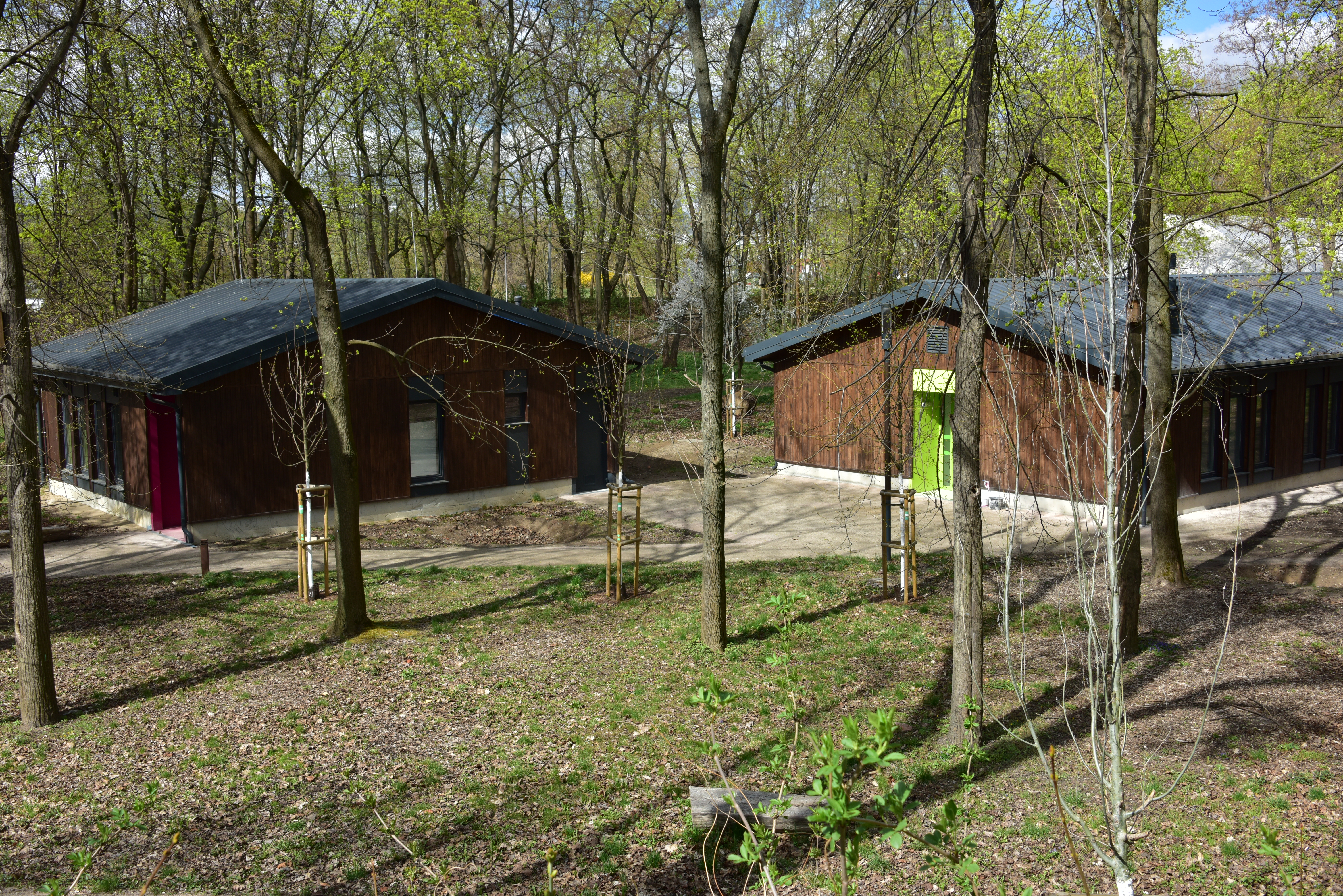
Pawilony „Przystani Warszawa”

Południowa część Portu Czerniakowskiego została przeznaczona na budowę „Przystani Warszawa” − ośmiu drewnianych pawilonów ustawionych wśród drzew. Miejsce ma zostać zagospodarowane przez organizacje pozarządowe działające nad warszawską Wisłą. Budowa „Przystani Warszawa” zakończyła się w kwietniu 2018 roku, jednak otwarcie opóźniało się z uwagi na zastrzeżenia nadzoru budowlanego i inspekcji sanitarnej. W 2021 Zarząd Zieleni zapowiedział realizację prac budowlano-wykończeniowych, dzięki którym ma być możliwe uzyskanie pozwolenia na użytkowanie obiektów, jednak w grudniu 2022 poinformowano, że przeprowadzona przez Urząd Miasta kontrola wykazała szereg nieprawidłowości przy realizacji inwestycji oraz potwierdzono, że nadal nie udało się uzyskać pozwolenia na użytkowanie. Ostatecznie odbiór inwestycji nastąpił w kwietniu 2023. W październiku tego samego roku Urząd Miasta poinformował, że do pierwszego przetargu na dzierżawcę terenu nie zgłosił się żaden podmiot. Ostatecznie operatora obiektu udało się wyłonić w 2024, a na drugą połowę lipca tego roku zapowiedziano otwarcie Przystani Warszawa.

### Most (planowany)
W 2022 roku Zarząd Zieleni m.st. Warszawy ogłosił zamówienie na zaprojektowanie mostu nad kanałem portowym, który umożliwi powiązanie komunikacyjne zachodniego nabrzeża basenu portu z ulicą Zaruskiego. Most ma powstać do końca 2024 roku.